# Fjodorowski
Fjodorowski (russisch Фёдоровский) ist eine Siedlung städtischen Typs im westsibirischen Autonomen Kreis der Chanten und Mansen/Jugra (Russland) mit 20.288 Einwohnern (Stand 14. Oktober 2010).

## Geographie
Die Siedlung liegt im Westsibirischen Tiefland gut 250 Kilometer (Luftlinie) ostnordöstlich des Verwaltungszentrums des Autonomen Kreises Chanty-Mansijsk am Flüsschen Mochowaja, das weiter südöstlich in den rechten Ob-Nebenfluss Tromjogan mündet.
Fjodorowski gehört zum Rajon Surgut; dessen Verwaltungszentrum, die Großstadt Surgut, liegt etwa 50 Kilometer südlich.

## Geschichte
Die Geschichte des Ortes beginnt in den 1960er bis 1970er Jahren, als etwa 15 Kilometer nördlich der heutigen Siedlung auf einer vom Surguter Geophysiker und späteren Staatspreisträger Wiktor Fjodorow entdeckten Erdöllagerstätte eine Geologen- und Erdölarbeitersiedlung entstand. Die Lagerstätte erhielt in Folge nach ihrem Entdecker die Bezeichnung Fjodorowskoje, die Siedlung inoffiziell den gleichen Namen bzw. umgangssprachlich Fjodorowka.
Mit der Ausweitung der Ölerkundung und -förderung wurde zu Beginn der 1980er Jahre mit der Errichtung einer Wohnsiedlung aus vielstöckigen Plattenbauten an heutiger Stelle begonnen, die am 19. November 1984 nun offiziell als Fjodorowski den Status einer Siedlung städtischen Typs erhielt, während sich an der ursprünglichen Stelle heute Einrichtungen der Ölindustrie befinden. Wegen der Verlegung wird der Ort von den Bewohnern heute immer noch Nowo-Fjodorowski oder Nowaja Fjodorowka genannt (nowo-, nowaja für neu).

### Bevölkerungsentwicklung
| Jahr | Einwohner |
| ---- | --------- |
| 1989 | 10.925    |
| 2002 | 18.406    |
| 2010 | 20.288    |

Anmerkung: Volkszählungsdaten

## Kultur und Sehenswürdigkeiten
In den 1990er Jahren wurde die russisch-orthodoxe Theodor-Stratelates-Kirche (церковь Фёдора Стратилата/zerkow Fjodora Stratilata) erbaut.

## Wirtschaft und Infrastruktur
Fjodorowski ist eines der Zentren der Erdölförderung des Gebietes um Surgut, die hier von Komsomolskneft, einer Regionalabteilung von Surgutneftegas betrieben wird.
Es besteht Straßenverbindung nach Surgut und zur weiter östlich verlaufenden Fernstraße in Richtung Kogalym und Nowy Urengoi.